# Słonna
Słonna (639 m n.p.m.) – szczyt w Górach Sanocko-Turczańskich.
Leży w głównym grzbiecie Gór Słonnych, na zachód od przełęczy Przysłup (620 m n.p.m.). Północny stok, opadający w dolinę Tyrawki, jest bardziej stromy niż południowy mający charakter grzbietu ograniczonego dolinami niewielkich potoków uchodzących do Wujskiego. Zbocza i wierzchołek są zalesione, wyjątek stanowią niżej znajdujące się tereny w okolicach miejscowości Wujskie, Hołuczków oraz Siemuszowa.

## Szlaki turystyczne
czerwony Sanok – Przemyśl na odcinku Orli Kamień (518 m n.p.m.) – Liszna – Słonna – przełęcz Przysłup (620 m n.p.m.)
 niebieski (pętla z Sanoka) na odcinku Granicka (575 m n.p.m.) – Słonna – Hołuczków